# 스티븐 다비
스티븐 마크 다비(영어: Stephen Mark Darby, 1988년 10월 6일 ~ )는 잉글랜드의 전직 축구 선수로 선수 시절 포지션은 라이트 백이었다.

## 경력
스티븐 다비는 리버풀의 유스 팀인 리버풀 아카데미 출신이며 리버풀 아카데미의 FA 유스컵 2회 우승을 견인했다. 리버풀 아카데미는 2006 FA 유스컵 결승전에서 맨체스터 시티 아카데미를 누르고 우승을 차지했고 2007 FA 유스컵 결승전에서 맨체스터 유나이티드 아카데미를 누르고 우승을 차지했다. 2007년 5월에는 잉글랜드 U-19 축구 국가대표팀이 참가한 UEFA U-19 축구 선수권 대회 예선 2경기에 출전했다.
2008년에 리버풀 성인 팀으로 승격되었고 2008년 11월 12일에 열린 토트넘 홋스퍼와의 풋볼 리그컵(EFL컵) 4라운드 경기에 처음 출전했다. 2008년 12월 9일에 열린 PSV 에인트호번과의 UEFA 챔피언스리그 조별 예선 원정 경기에서 제이 스피어링, 마틴 켈리와 함께 교체 출전했다. 2009년 7월 5일에는 리버풀과의 계약을 3년 연장했고 2009년 12월 9일에 열린 피오렌티나와의 UEFA 챔피언스리그 조별 예선 홈 경기에서 처음으로 정규 시간 90분 동안에 걸쳐 출전했다. 2010년 1월 20일에 열린 토트넘 홋스퍼와의 프리미어리그 홈 경기에서 필리프 데겐과 교체되어 들어오면서 프리미어리그 무대에 데뷔했다.
2010년 3월 11일에는 풋볼 리그 원(현재의 EFL 리그 원)에 참가하고 있던 스윈던 타운으로 임대되었으며 2009-10 풋볼 리그 원 시즌에서 12경기에 출전했다. 스윈던 타운은 찰턴 애슬레틱과의 플레이오프 준결승전에서 승부차기 끝에 패배하면서 탈락했다. 2010년 11월 1일에는 노츠 카운티로 임대되었으며 2010-11 풋볼 리그 원 시즌에서 22경기에 출전했다. 2011년 7월 7일에는 로치데일로 임대되어 2011-12 풋볼 리그 원 시즌에서 35경기에 출전했다. 2011-12 시즌의 종료와 함께 리버풀에서 방출되었다.
2012년 7월 4일에 브래드퍼드 시티와 2년 계약을 체결했다. 2012-13 풋볼 리그 컵 시즌에서 브래드퍼드 시티의 준우승에 기여했고 2012-13 풋볼 리그 투(현재의 EFL 리그 투) 시즌 플레이오프에서 브래드퍼드 시티의 승격에 기여했다. 2013-14 풋볼 리그 원 시즌에서 브래드퍼드 시티의 주전 수비수 역할을 맡으면서 인상적인 활약을 기록했고 2014년 5월에 열린 브래드퍼드 시티의 만찬 회동에서 올해의 선수로 선정되는 영예를 안았다. 2014년 6월에는 브래드퍼드 시티와의 계약을 3년 연장했다.
2017년 7월 7일에는 볼턴 원더러스와 2년 계약을 체결했지만 2018년 9월 18일에 운동 뉴런증으로 인하여 축구계에서 은퇴했다. 2018년 6월 21일에는 맨체스터 시티 WFC, 잉글랜드 여자 축구 국가대표팀에서 주장을 맡았던 잉글랜드의 여자 축구 선수인 스테프 호턴과 결혼했다.

## 수상

### 클럽
브래드퍼드 시티
- 2012-13 풋볼 리그 컵 준우승
- 2013 풋볼 리그 투 시즌 플레이오프 우승

### 개인
- 2013-14 브래드퍼드 시티 올해의 선수 선정